# Закрючье (Тверская область)
Закрючье   — деревня в Торопецком районе Тверской области в составе Пожинского сельского поселения.

## География
Расположена примерно в 15 верстах к северо-востоку от деревни Пожня на берегу речки Куниченка.

## История
В конце XIX - начале XX века сельцо Закрючье (Троицкое, Екатеринин Приют) в Торопецком уезде Псковской губернии. Рядом располагалось другое Закрючье, то которое сейчас Чурилово.

## Население
| 2010 |
| ---- |
| 7    |

## Инфраструктура
Личное подсобное хозяйство с зоной сельскохозяйственного использования, индивидуальная застройка усадебного типа.

## Транспорт
Деревня доступна автотранспортом по подъездной просёлочной дороге с автодороги 28Н-1797. 